# Люча
Люча (укр. Люча) — село в Яблоновской поселковой общине Косовского района Ивано-Франковской области Украины.
Население по переписи 2001 года составляло 1287 человек. Занимает площадь 41,78 км². Почтовый индекс — 78616. Телефонный код — 03478.

## Религия
В селе действует приход УГКЦ. Настоятель отец Михаил Перцович. 

### Визитации
В 2018 (дважды) и 2024 году село посетил епископ Коломыйский Василий (Ивасюк).

## Памятки
- Церковь 1844 года постройки. Принадлежит УГКЦ.